# سیارک ۶۶۷۵
سیارک ۶۶۷۵ (به انگلیسی: 6675 Sisley، نامگذاری:1493T-2) شش هزار و ششصد و هفتاد و پنجمین سیارک کشف شده‌است که در ۲۹ سپتامبر ۱۹۷۳ کشف شد.
قدر مطلق سیارک برابر ۱۴٫۷۰ است.